# Fabián Gallardo
Fabián Gallardo (né le 8 juin 1961 à Rosario, province de Santa Fe) est un musicien et chanteur argentin. Il commence sa carrière  dans le genre de la trova rosarina, en jouant d'abord pour Juan Carlos Baglietto, puis pour Fito Páez.

## Biographie
Fabián Gallardo se produit pour la première fois à Buenos Aires, au stade Obras, en mai 1983. C'est là qu'est organisé El Rosariazo, un concert réunissant tous les musiciens de Rosario qui se font déjà remarquer dans les stations de radio de la capitale. Litto Nebbia, Silvina Garré et Juan Carlos Baglietto participent également à ce concert.
Depuis 1983, il est l'un des membres du backing band de Fito Páez, bien qu'il ait également joué avec La Torre, Fabiana Cantilo, Juan Carlos Baglietto, et María Rosa Yorio. Parallèlement, il entame une carrière solo avec Radiofotos en 1987. Avec son album Revelando secretos (1992), il a un certain impact, portée par Esperando por ti. Le troisième album bénéficie du boum que Fito Páez avait suscité avec El amor después del amor, ce qui a sans doute contribué à sa diffusion.
En 1995, il publie La calle de la salvación : « C'est le meilleur album de ma vie », commente-t-il le 21 août 1995 à Télam, « parce qu'il reflète beaucoup de choses qui m'arrivent et qui sont liées à une phase de grande énergie et de grande passion ». Sur cet album, qui contient le tube Desde el norte hasta el sur, il expérimente les synthétiseurs et se rapproche parfois du son acid jazz, alors en vogue sur le marché international.
En 2006, il produit Cables cruzados, un programme culturel diffusé par une chaîne de Rosario, auquel participent Litto Nebbia, Juan Carlos Baglietto et le groupe Bulldog, entre autres artistes. En 2008, il participe à l'album Alquímica, qui met en musique la poésie de Fabricio Simeoni et dans lequel on peut entendre des histoires racontées par différents acteurs et musiciens, dont Darío Grandinetti, Roberto Fontanarrosa, Gustavo Cordera, et Silvina Garré.
En 2015, il sort son sixième album, Babel, un CD édité par le label Melopea Discos de Litto Nebbia, dans lequel figurent des invités tels que Claudia Puyó et Franco Luciani, entre autres,,.

## Discographie

### Albums studio
- 1987 : Radiofotos
- 1989 : Lejos de la ciencia
- 1992 : Revelando secretos
- 1995 : La calle de la salvación
- 2000 : Debajo del agua
- 2015 : Babel
- 2019 : Alquímica
- 2021 : Ajenos

### EP
- 1996 : Dame algo primero

### Singles
- 1987 : Amor en la radio
- 1995 : Desde el norte al sur
- 2000 : En otra dirección
- 2000 : Estoy hablando de ella
- 2020 : Babel
- 2021 : Miradas
- 2021 : Altavoz